# Mary Schryer
Pour les articles homonymes, voir Schryer.
Mary Schryer est une conseillère financière et une femme politique canadienne, anciennement députée libérale de Quispamsis à l'Assemblée législative du Nouveau-Brunswick ainsi que ministre.

## Biographie
Mary Schryer a plus de douze ans d'expérience en tant que conseillère financière autonome spécialisée dans la planification financière, les prestations des soins médicaux et dentaires aux employés et les séminaires financiers en milieu de travail.
Elle a été conseillère municipale de Quispamsis durant plus de sept ans. Elle a de plus siégé au conseil d'administration de la Corporation des sciences de la santé de l'Atlantique, au conseil d'administration de la Rothesay Regional Police Commission, au comité sur les terrains publics et à la Commission de développement économique, en plus d'être membre du Saint John Trade and Convention Centre. Elle a été présidente fondatrice du conseil de la chambre de commerce de la vallée Kennebecasis et a présidé la campagne de financement de 2006 de la Fondation du rein. Son implication communautaire comprend aussi des années de collecte de fonds pour le hockey mineur, la troupe de théâtre locale et les Brownies. Elle est finalement instructrice d'aérobie.
Mary Schryer est membre de l'Association libérale du Nouveau-Brunswick. Elle est élue le 18 septembre 2006, lors de la 56e élection générale, pour représenter la circonscription de Quispamsis à l'Assemblée législative du Nouveau-Brunswick dans la 56e législature. Elle est assermentée au Conseil exécutif le 3 octobre suivant et nommée ministre d'État aux Aînés et de ministre d'État à l’Habitation dans le gouvernement de Shawn Graham. En 2007, elle devient ministre des Services familiaux et communautaires et ministre responsable du Conseil consultatif sur la condition de la femme. À la suite d'une modification de la Loi sur le Conseil exécutif, son ministère est renommé le ministère du Développement social. Le 12 novembre 2008, toujours dans le gouvernement Graham, elle devient ministre du Développement social, ministre responsable de l'Habitation et ministre responsable de la Condition de la femme. Elle est nommée ministre de la Santé le 22 juin 2009, tout en restant ministre de la Condition de la femme.
Elle est candidate à sa succession lors de la 57e élection générale, qui se tient le 27 septembre 2010, mais n'est pas réélue.
Son époux se nomme Scott. Le couple habite Quispamsis et ils ont deux enfants. Erin est diplômée de l'Université Carleton d'Ottawa et Davis est diplômé de l'Université Saint Mary de Halifax.